# 佛图寺塔
佛图寺塔，俗称蛇骨塔，是一座建於南诏劝丰祐时期的佛塔，为十三级方形密檐式空心砖塔，位于云南省大理市太和街道荷花社区阳平村北部，苍山马耳峰下的山坡上。

## 特点
建于南诏劝丰佑时期，因位于佛图寺前而得名，后寺毁而塔存，1998年又重建起佛图寺。其建筑年代、形式与崇圣寺三塔中的主塔千寻塔大体相同。塔高30.07米，为十三级密檐式方形空心砖塔，塔座为两层台基。塔的第一层至第四层塔檐高度基本相同，每级60至70厘米。第五层至十二层高度基本一致，每层约50至55厘米。塔内壁中空呈筒状，通至十二层，塔身每面均砌有佛龛，塔刹由葫芦宝伞及铜铃组成。塔身方4.5米，四壁厚1.4米、中空1.3米。第一层至四层呈直砌，第五层开始逐层收分。塔门为方形洞门，门用横木作梁。造型古朴，具有典型南诏时期佛塔风格。
1980年在对佛图寺塔进行维修时，曾出土了观音造像等52件文物。1983年1月，被云南省人民政府公布为第二批省级重点文物保护单位。2006年佛图寺塔被国务院公布为第六批全国重点文物保护单位。
据万历《云南通志》、《南诏野史》等云南地方文献记载，为纪念南诏时期的除蟒英雄段赤城，当地百姓建塔安奉段赤城遗骨。此塔称“灵塔”或“蛇骨塔”，塔旁还建有灵塔寺，位于苍山马耳峰下宝林村后。因灵塔寺及蛇骨塔在明末已倾圮，民间传说中逐渐将佛图寺塔与蛇骨塔相混。

## 图库

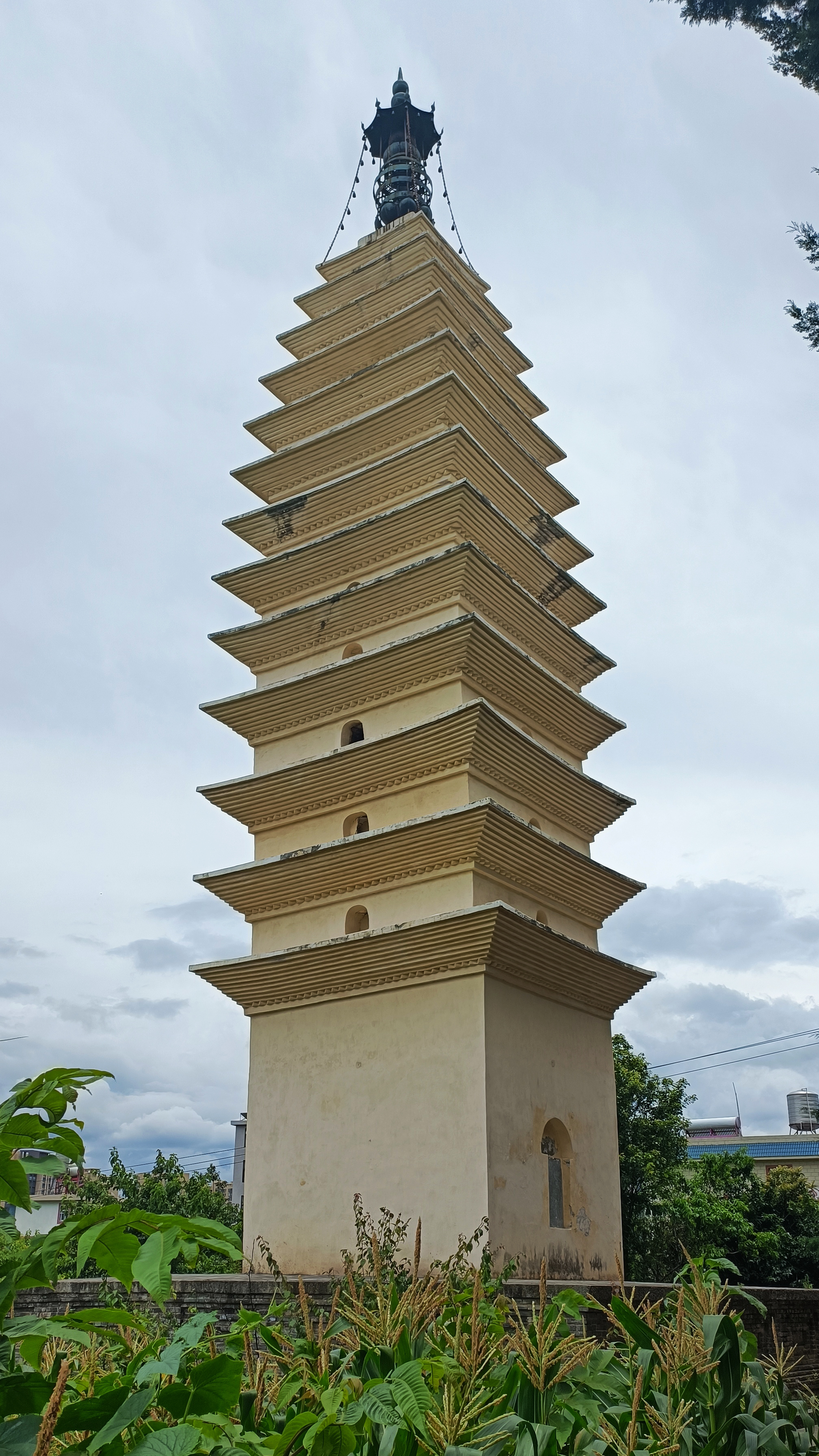
佛图寺塔
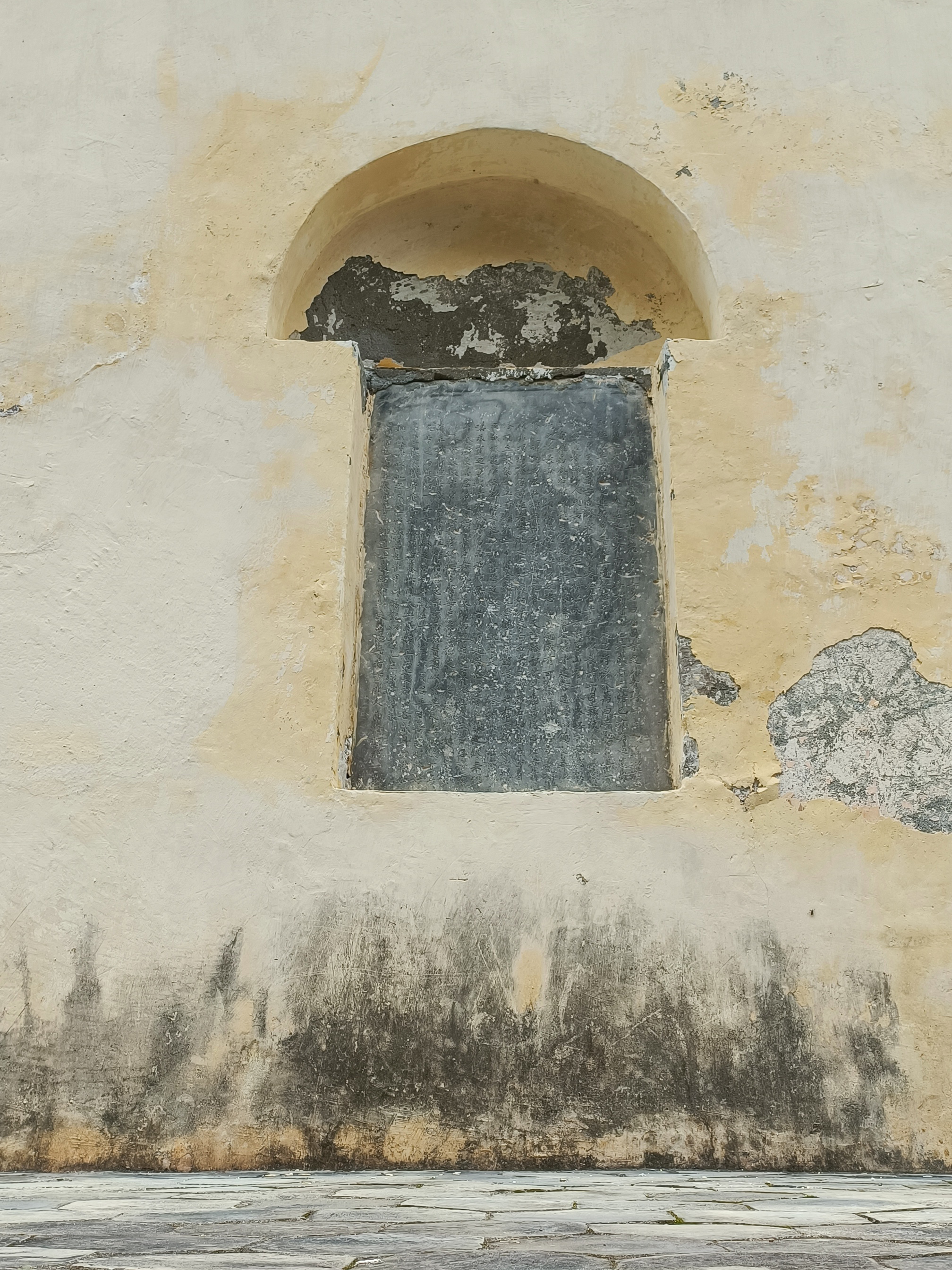
塔门门楣石刻
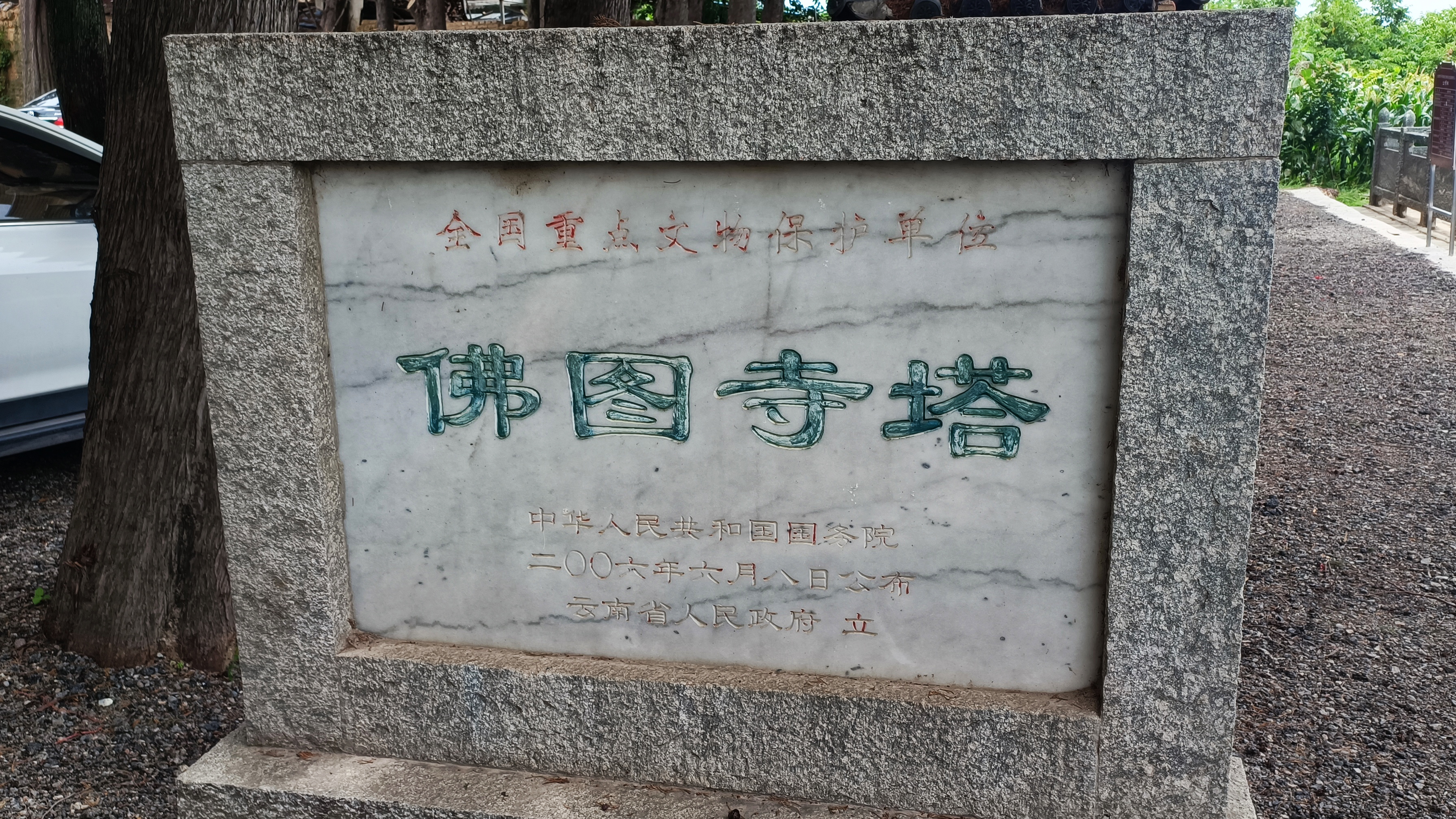
佛图寺塔国保碑
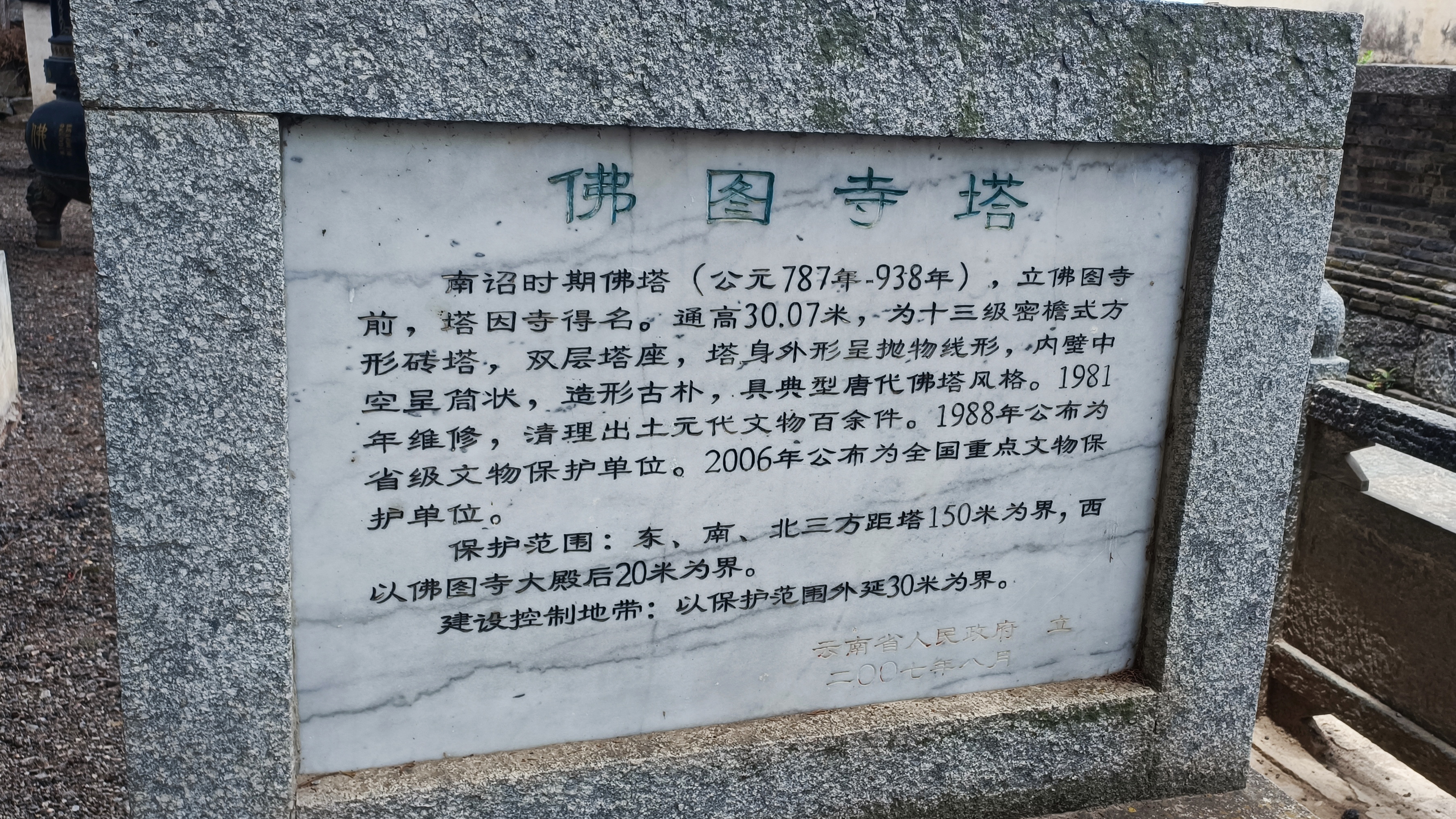
佛图寺塔国保碑介绍
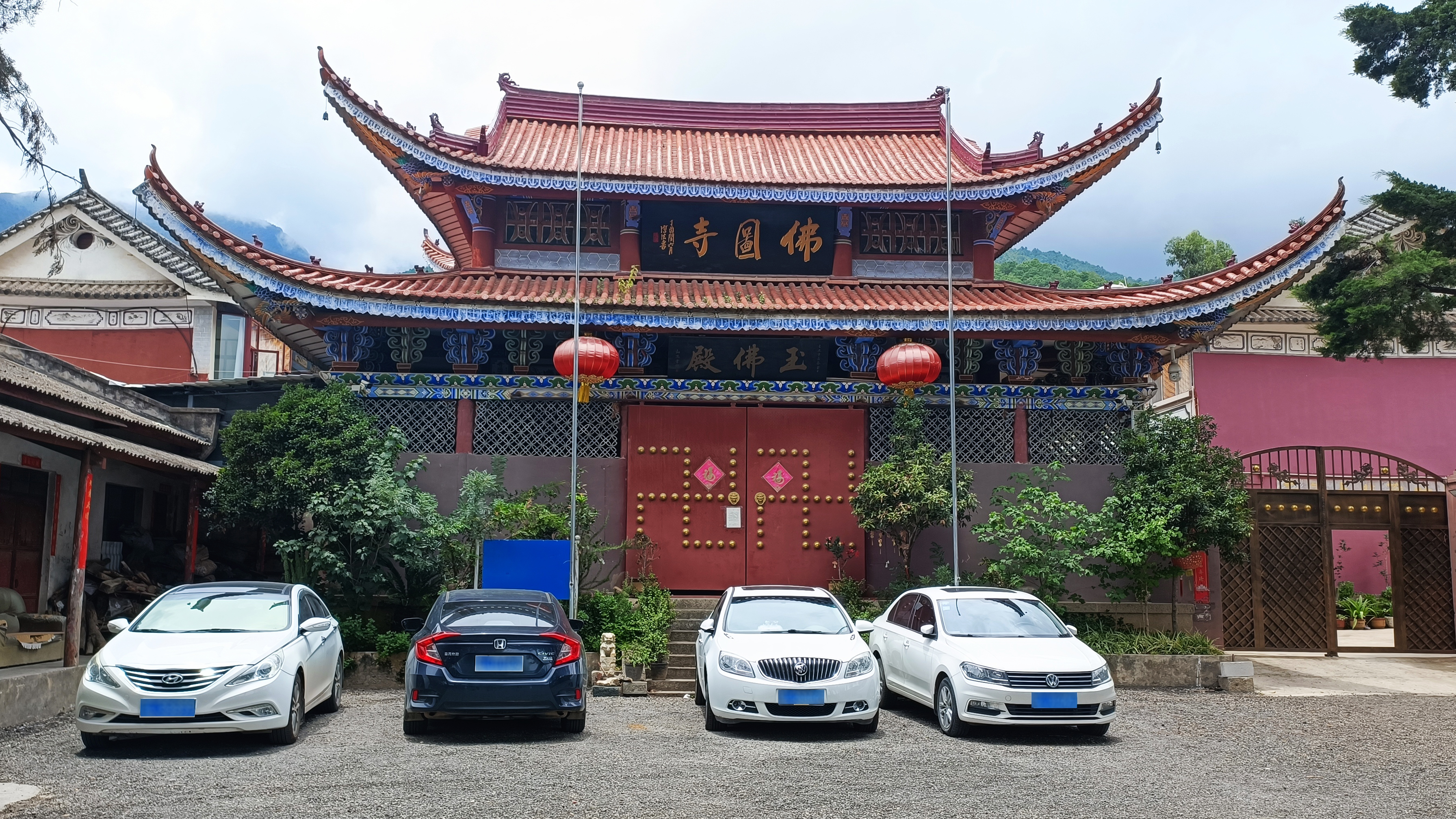
佛图寺
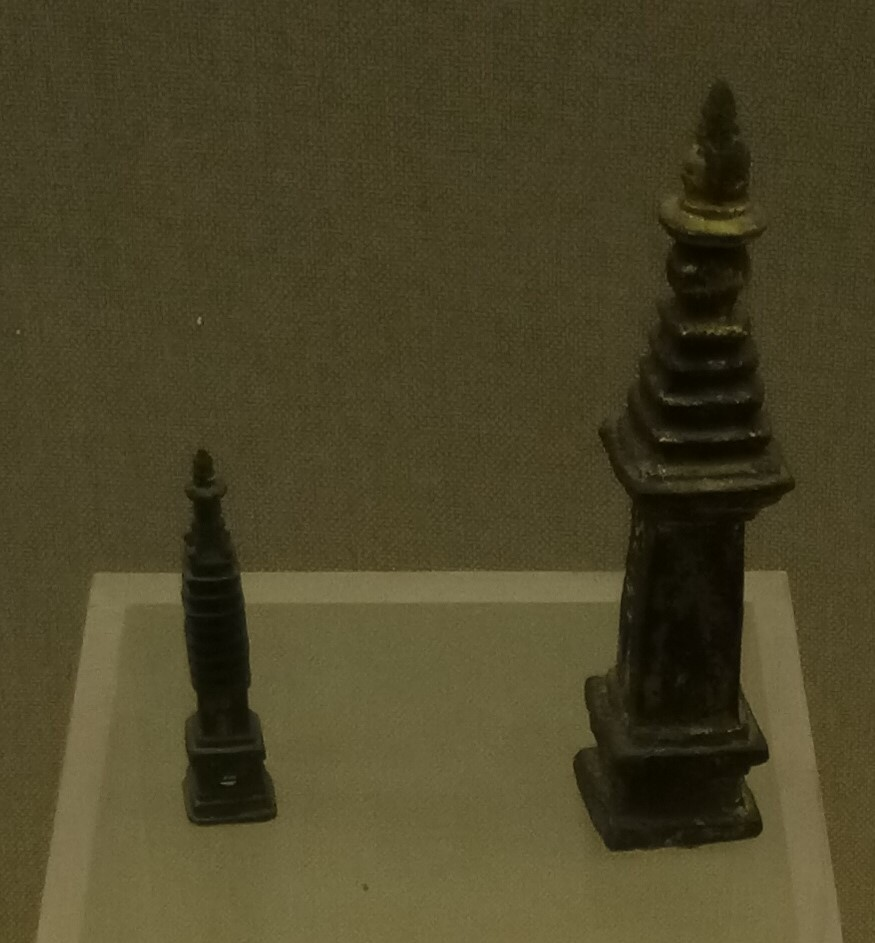
银、铜供养塔，藏于大理市博物馆
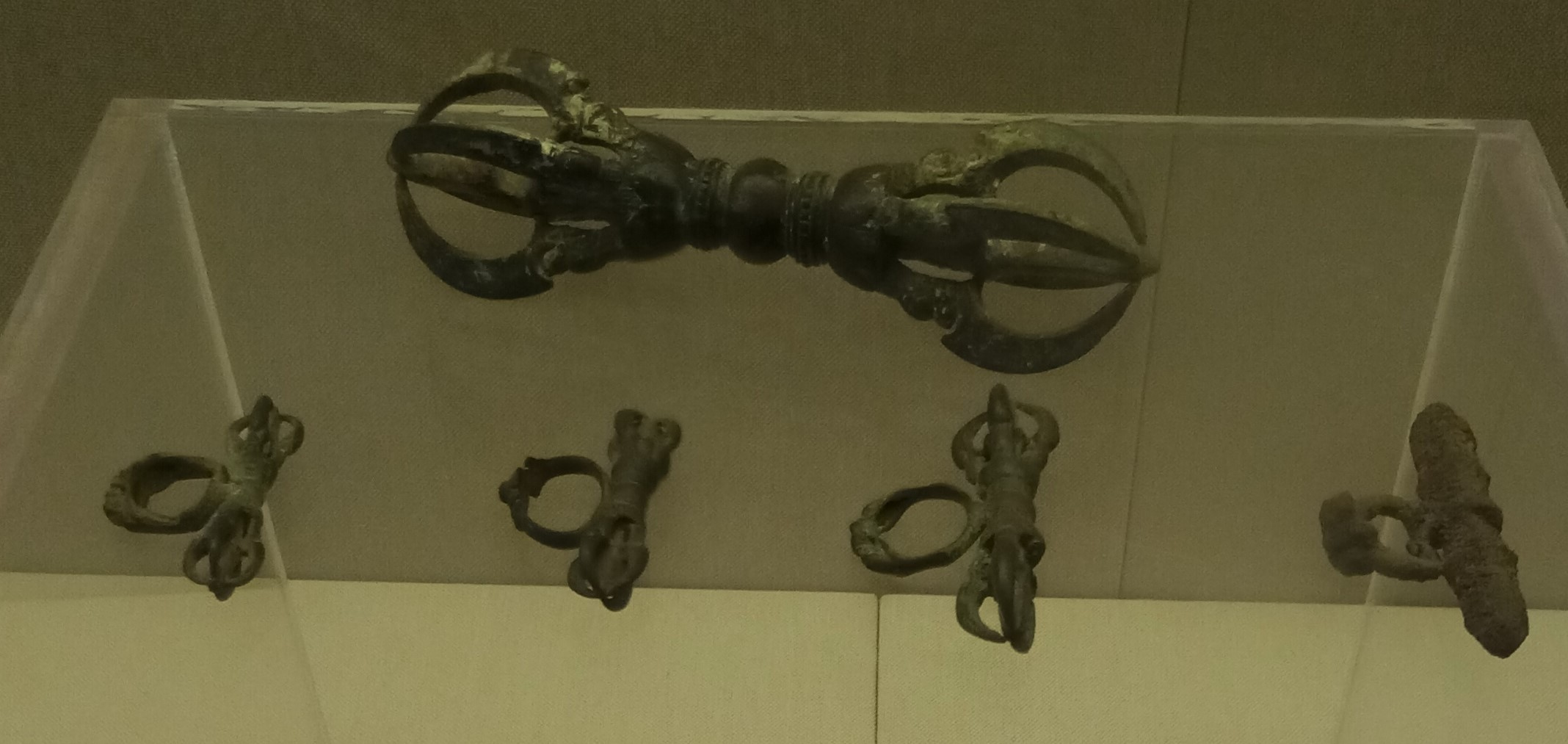
铜金刚杵，藏于大理市博物馆
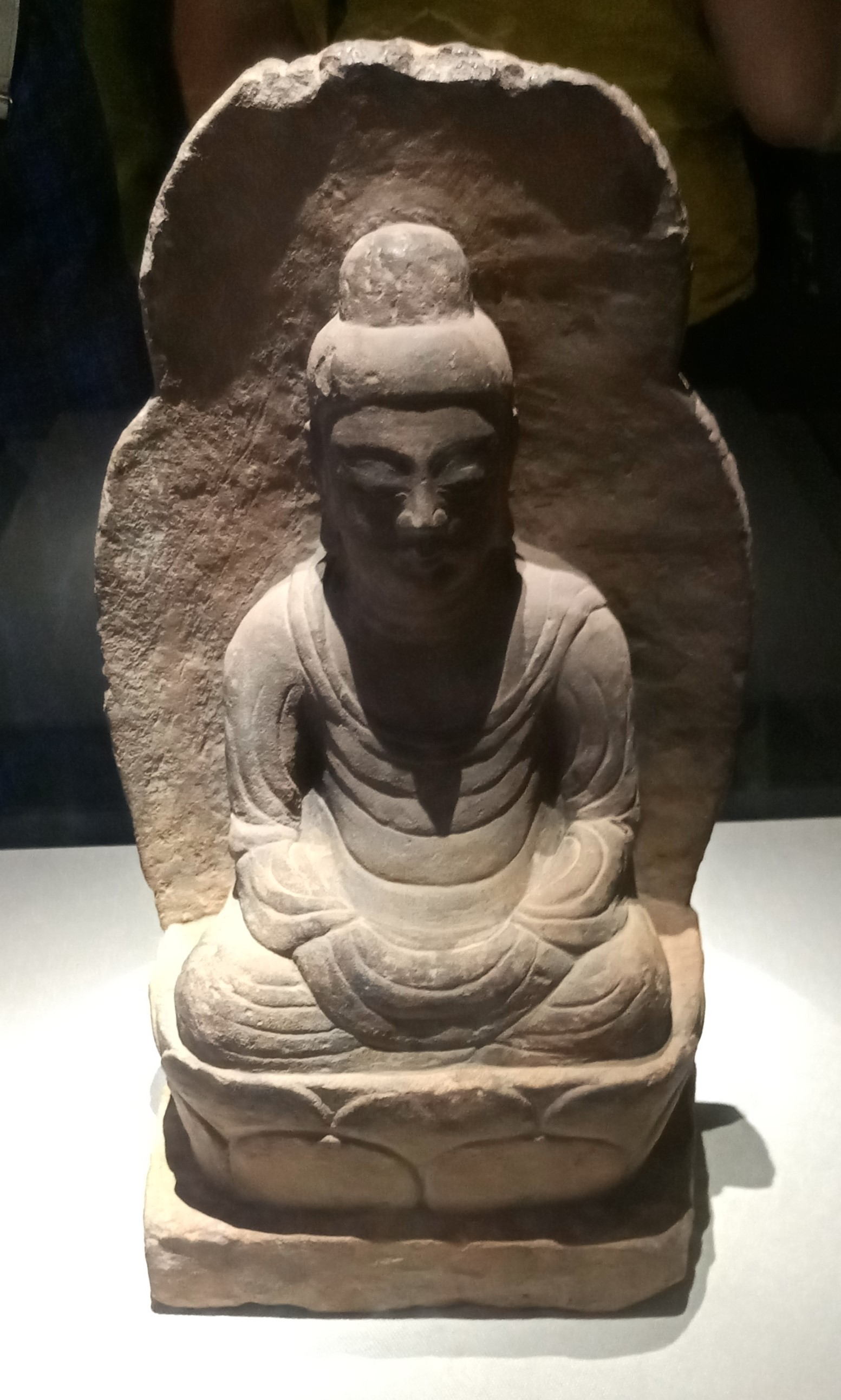
砂石雕释迦牟尼佛坐像，藏于大理市博物馆
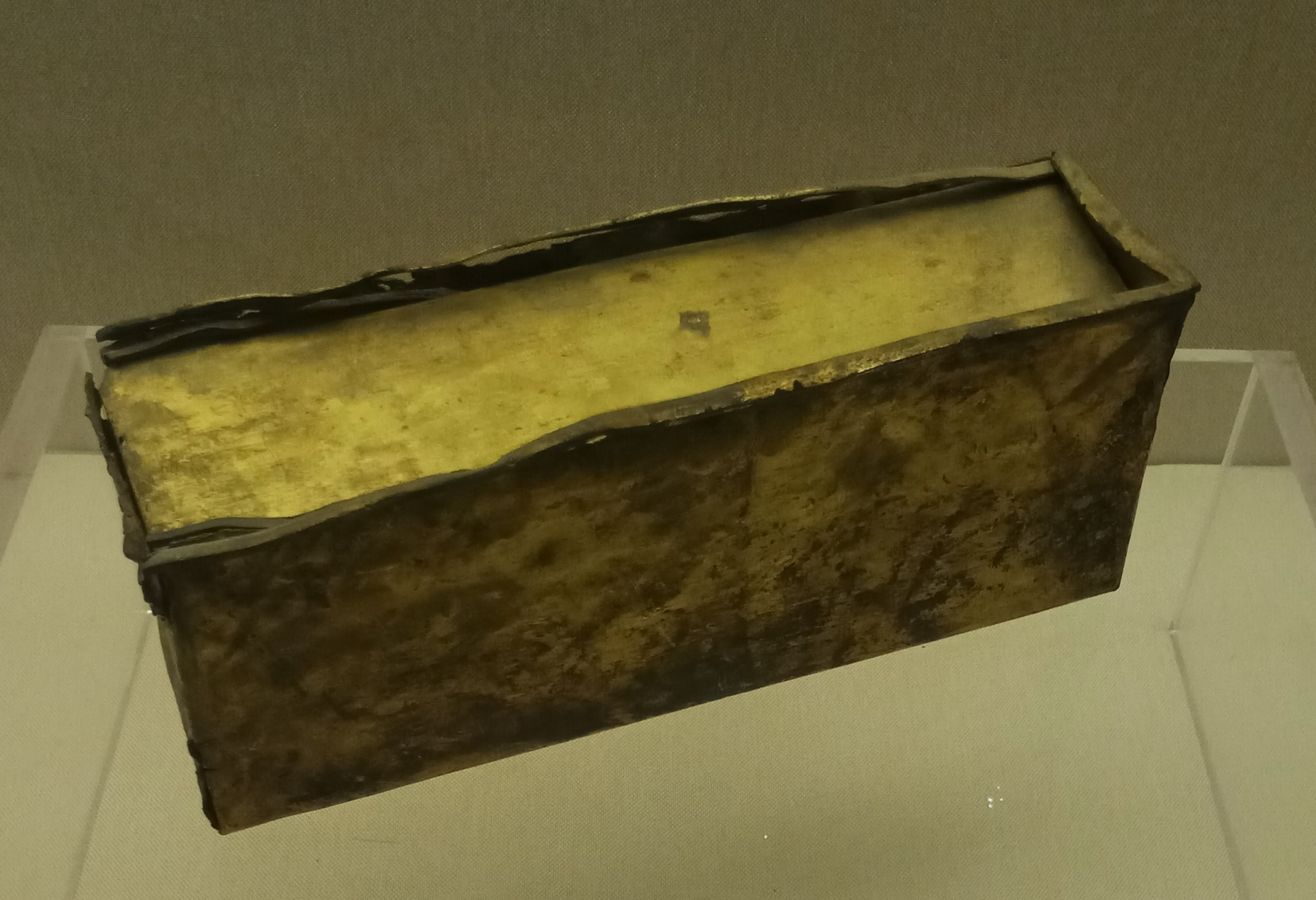
铜鎏金经函，藏于大理市博物馆
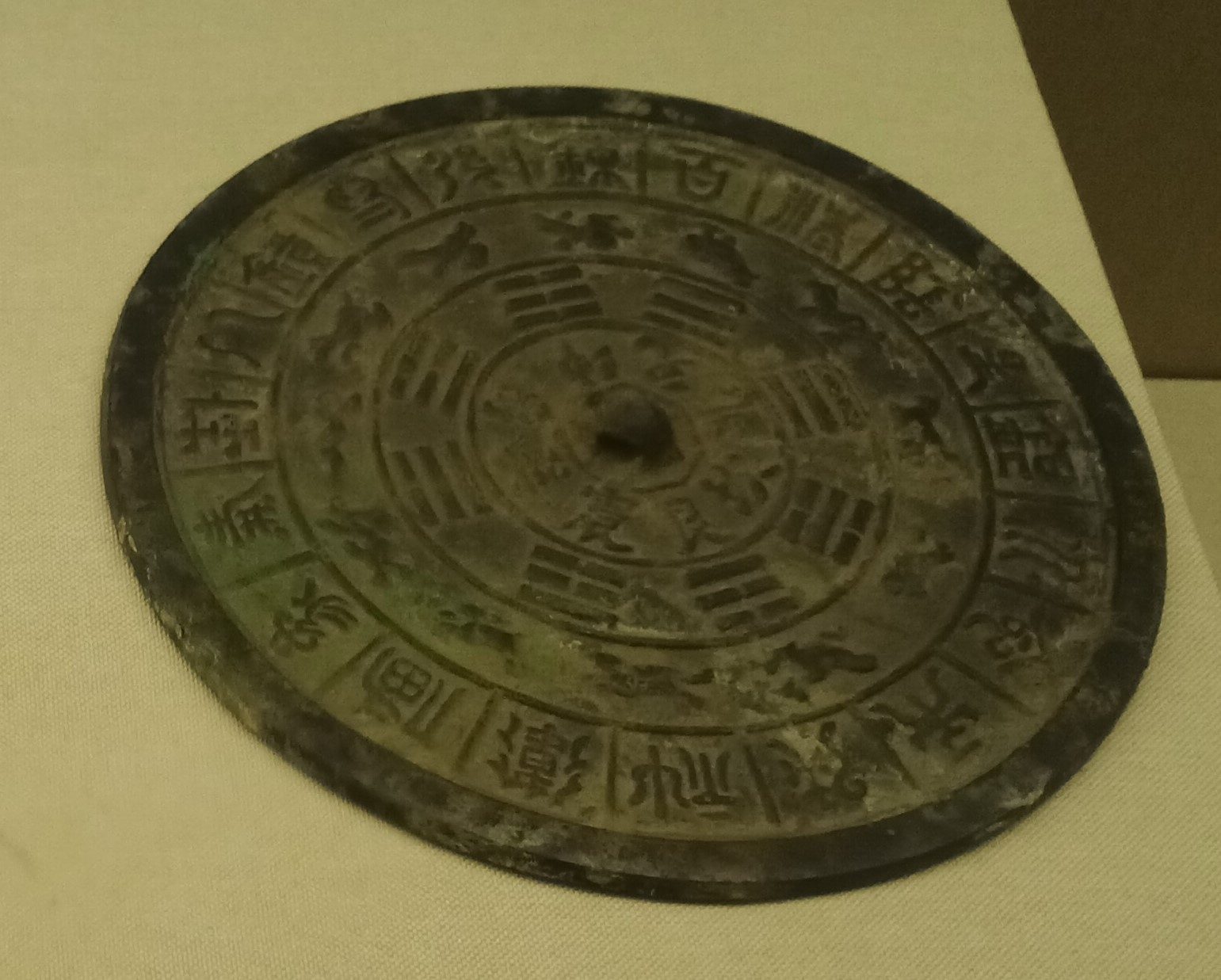
佛图寺塔八卦铭文铜镜，藏于大理市博物馆
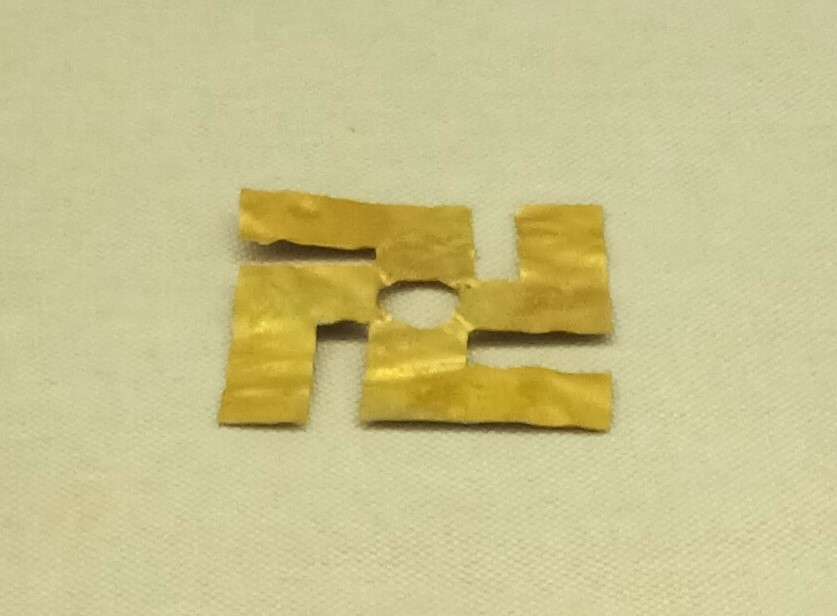
万字形金饰片，藏于大理市博物馆